# Élection présidentielle géorgienne de 1991
L'élection présidentielle géorgienne de 1991 a eu lieu le 26 mai 1991. Zviad Gamsakhourdia est élu avec 88 % des voix pour un premier mandat avec un taux de participation d’environ 83 %.

## Contexte
L’élection présidentielle de 1991 se déroule dans un contexte historique crucial pour la Géorgie. À cette époque, le pays venait de retrouver son indépendance après presque 70 ans d'intégration forcée dans l'Union soviétique. Le 9 avril 1991, peu après la dissolution progressive de l'URSS, le Conseil suprême de Géorgie proclame officiellement l'indépendance du pays, s'appuyant sur les résultats d'un référendum national où plus de 98 % des électeurs avaient soutenu cette initiative.
C'est dans cette atmosphère de renouveau que cette première élection présidentielle démocratique du pays sont organisées le 26 mai 1991. Cette élection marque un tournant dans l'histoire géorgienne, car elles représentent la première tentative du pays de mettre en place un système politique basé sur des principes démocratiques après des décennies de régime autoritaire soviétique.
D’un point de vu géopolitique, la Géorgie est encore marquée par des tensions ethniques et des incertitudes économiques et sociales. Plusieurs régions, notamment l'Abkhazie réclamait plus d’autonomie, voire l’indépendance.

## Candidats
| Candidats            | Partis                      | Biographie |
| -------------------- | --------------------------- | --- |
| Zviad Gamsakhourdia  | Table Ronde - Géorgie Libre | Gamskhourdia fut un professeur et homme politique géorgien. Il jouissait d’une grande popularité des Géorgiens avant cette élection grâce à son engagement envers les droits de l’homme et l’indépendance de son pays. Noté comme dissident par les autorités soviétiques, il était connu du peuple géorgien depuis plusieurs années. |
| Irakli Shengelaia    | Bloque Libre                | Shengelaia est un homme politique géorgien, diplômé de l’institut polytechnique de Tbilissi, il représente les Chrétiens-Démocrates de son pays. |
| Jemal Mikeladze      | Parti communiste géorgien   | |
| Valerian Advadze     | Ordre, paix, renouveau      | Advadze est un politicien et diplomate géorgien, il représente l’opposition radicale à la politique de Gamsakhourdia. |
| Tamaz Kvachantiradze | Bloque démocrate géorgien   | Kvachantiradze est un philosophe populaire de Géorgie. Il est professeur à l’Université d'État de Tbilissi . |
| Nodar Natadze        | Front populaire             | Natadze est un écrivain proche de Gamsakhourdia. Il s’était impliqué dans la lutte pour l’indépendance de la Géorgie et représentait le Front populaire, un parti radical indépendantiste. |

### Désistement
Roin Liparteliani (en) s'est vu refuser sa présentation à l’élection parce qu’il a reçu moins de 10 000 signatures de ses partisans dans les délais fixés. Givi Korghanashvili a retiré sa candidature avant de présenter les signatures requises. Kartlos Gharibashvili (en)n'a reçu aucune signature de ses partisans et n’a donc pas pu se présenter.

## Résultats
| Inscrits                 | Inscrits                  | Inscrits                    | 3 594 810 |             |  |  |
| Abstentions              | Abstentions               | Abstentions                 | 625 865   | 17,41 %     |  |  |
| Votants                  | Votants                   | Votants                     | 2 968 945 | 82,59 %     |  |  |
|                          |                           |                             |           |             |  |  |
| Bulletins enregistrés    | Bulletins enregistrés     | Bulletins enregistrés       | 2 968 945 |             |  |  |
| Bulletins blancs ou nuls | Bulletins blancs ou nuls  | Bulletins blancs ou nuls    | 39 918    | 1,34 %      |  |  |
| Suffrages exprimés       | Suffrages exprimés        | Suffrages exprimés          | 2 929 027 | 98,66 %     |  |  |
|                          |                           |                             |           |             |  |  |
|                          | Candidat                  | Parti                       | Suffrages | Pourcentage |  |  |
|                          | Zviad Gamsakhourdia       | Table Ronde - Géorgie Libre | 2 565 362 | 87,58 %     |  |  |
|                          | Valerian Advadze (ka)     | Ordre, paix, renouveau      | 240 243   | 8,2 %       |  |  |
|                          | Jemal Mikeladze           | Parti communiste géorgien   | 51 717    | 1,77 %      |  |  |
|                          | Nodar Natadze             | Front populaire             | 36 266    | 1,24 %      |  |  |
|                          | Irakli Shengelaia (ka)    | Bloque libre                | 26 886    | 0,92 %      |  |  |
|                          | Tamaz Kvachantiradze (ka) | Bloque démocrate géorgien   | 8 553     | 0,29 %      |  |  |

Zviad Gamsakhourdia remporte cette élection et devient alors le premier président de Géorgie à être élu démocratiquement. Il obtient 88 % des suffrages exprimés, reléguant son adversaire le plus populaire a seulement 8 %.

### Conséquences
L’arrivée au pouvoir de Gamsakhourdia a permis à la Géorgie d’affirmer au monde son indépendance vis-à-vis de Moscou. Toutefois, les méthodes autoritaires de Gamsakhourdia, ainsi que ses difficultés à stabiliser la situation économique et sociale, provoquent une forte opposition au sein de la classe politique et de la population. De plus, ses tendances ultra nationalistes et autoritaires sont largement critiquées par les organismes internationales et vont mener à une guerre civile. Cette guerre civile éclate alors que les partisans d’Edouard Chevardnadze ont assailli le Parlement où s’était réfugié le président et que les séparatistes d’Ossétie du Sud-Alanie ont tenté de déclarer leur indépendance.